# Emil Constantinescu
Emil Constantinescu (wym. [eˈmil konstantiˈnesku]; ur. 19 listopada 1939 w Benderach) – rumuński polityk i geolog, nauczyciel akademicki, od 1992 do 1996 rektor Uniwersytetu Bukareszteńskiego, w latach 1996–2000 prezydent Rumunii.

## Życiorys
Ukończył szkołę średnią w Pitești, następnie w latach 1956–1960 studiował prawo na Uniwersytecie Bukareszteńskim, po czym podjął pracę w lokalnym sądownictwie. W 1966 został absolwentem studiów z zakresu geografii i geologii na tej samej uczelni, uzyskując następnie doktorat z geologii. Zawodowo związany z macierzystym uniwersytetem, na którym doszedł do stanowiska profesora. W latach 1990–1992 był prorektorem Uniwersytetu Bukareszteńskiego, następnie do 1996 zajmował stanowisko jego rektora. Od 1992 do 1996 przewodniczył krajowej radzie rektorów w Rumunii. Wykładał również na uczelniach w Stanach Zjednoczonych, Wielkiej Brytanii, Australii i Polsce.
W okresie przemian politycznych był wśród założycieli dwóch pozarządowych organizacji – Solidaritatea Universitară i Alianța Civică. W 1991 stanął na czele Rumuńskiej Konwencji Demokratycznej, sojuszu około 20 ugrupowań partyjnych i organizacji społecznych stojących w opozycji wobec rządzącego postkomunistycznego Frontu Ocalenia Narodowego. W 1992 wystartował w wyborach prezydenckich. W pierwszej turze otrzymał 31,24% głosów, zaś w drugiej dostał 38,57% głosów, przegrywając z Ionem Iliescu.
Cztery lata później ponownie ubiegał się o urząd prezydenta. W pierwszej turze wyborów w 1996 otrzymał poparcie na poziomie 28,22%. W drugiej poparło go 54,41% głosujących, pokonując tym samym ubiegającego się o reelekcję Iona Iliescu. Kadencję prezydencką Emil Constantinescu rozpoczął 29 listopada 1996, a zakończył ją 20 grudnia 2000. Nie ubiegał się o ponowny wybór.
Po zakończeniu prezydentury powrócił do pracy naukowej. Obejmował stanowiska przewodniczącego różnych krajowych fundacji i stowarzyszeń obywatelskich, wszedł też w skład rady dyrektorów World Justice Project. W 2003 stanął na czele ugrupowania politycznego Acțiunea Populară, które w 2008 zakończyło działalność.

## Odznaczenia
- Łańcuch Orderu Gwiazdy Rumunii – ex officio[5]
- Krzyż Wielki Orderu Wiernej Służby – ex officio[5]
- Krzyż Wielki Orderu Narodowego Zasługi – ex officio[5]
- Wielka Gwiazda Odznaki Honorowej za Zasługi dla Republiki Austrii
- Krzyż Wielki Orderu Krzyża Południa – Brazylia
- Order Stara Płanina I klasy – Bułgaria
- Wielki Order Króla Tomisława – Chorwacja[6]
- Order Słonia – Dania[7]
- Łańcuch Orderu Białej Róży – Finlandia
- Krzyż Wielki Legii Honorowej – Francja
- Krzyż Wielki Orderu Zbawiciela – Grecja
- Łańcuch Orderu Orła Azteków – Meksyk
- Order Republiki – Mołdawia
- Krzyz Wielki Orderu św. Olafa – Norwegia
- Krzyż Wielki Orderu Słońca Peru
- Wielki Łańcuch Orderu Infanta Henryka – Portugalia[8]
- Order Podwójnego Białego Krzyża I klasy – Słowacja[9]
- Order Księcia Jarosława Mądrego I klasy – Ukraina
- Honorowy Rycerz Krzyża Wielkiego Orderu św. Michała i św. Jerzego – Wielka Brytania